# Martin Johnson (journalist)
Martin Johnson, född 1984 i Linköping, är en svensk författare, radioproducent, ljudkonstnär, dramatiker och journalist.
2004 medverkade Johnson i antologin Du är hos mig ändå. Boken, som översatts till engelska, finska och japanska, vann det brittiska priset Young Minds Award.
Johnson utbildade sig vid Dramatiska Institutet i Stockholm, från vilket han avlade examen 2007. Därefter har han jobbat för Sveriges Radio, NRK och irländska radion -RTE. 2007 mottog han även det italienska priset Prix Italia samt Ikarospriset för dokumentären Pappa tar semester. Han har även gjort dokumentären Pinjärdykarna i Nordsjön, vilken blev nominerad till Stora radiopriset och Shortlisted på Prix Europa 2011.
Som ljudkonstnär han Johnson haft två utställningar på Moderna museet: 2008 och 2011.
2012 utkom Johnson med essäboken Havet, skriven tillsammans med Monika Fagerholm. I boken, som utgår från en programserie som sändes på Sveriges Radio 2011, blandas intervjuer och reportage med personliga essäer. Bland de personer som intervjuas återfinns Göran Sonnevi, Inger Alfvén, Monika och Tomas Tranströmer, Kristian Petri och Judith Schalansky. Samma år debuterade han som dramatiker med Haiti, vilken sändes som en del av Radioteatern.

## Priser och utmärkelser
- Young Minds Award

### Fotnoter
1. 1 2 3 4 5  ”Martin Johnson”. Albert Bonniers Förlag. https://www.albertbonniersforlag.se/forfattare/36839/martin-johnson/. Läst 17 maj 2012.
2. ↑  ”Havet”. Albert Bonniers Förlag. Arkiverad från originalet den 20 juli 2012. https://archive.is/20120720092528/http://www.albertbonniersforlag.se/Bocker-auto/Bokpresentationssida/?isbn=9789100130336. Läst 17 maj 2012.